# Federico Victoria de Lecea Mazarredo
Federico Victoria de Lecea Mazarredo (Marquina, Vizcaya, 3 de junio de 1809 – Bilbao, 13 de septiembre de 1864) fue una personalidad política vizcaína. Fue regidor del Ayuntamiento de Bilbao. Diputado provincial en 1836, renunció al cargo. Entre 1839 y 1841 fue Diputado General de Vizcaya, alcalde de la Villa en 1845, diputado a Cortes por Vizcaya en 1837, Senador en 1847 y de nuevo diputado en las Constituyentes de 1854. Durante el bienio 1860 y 1862 fue Diputado General en funciones.

## Biografía

### Familia
El linaje Victoria de Lecea es conocido con dicho nombre desde hace escasas generaciones, figurando anteriormente con el nombre de Vitoria de Lecea, sin que conste el motivo o la razón del cambio. Fueron los hermanos Juan Martínez de Lecea y Pedro López de Lecea los primeros Lecea que se avecindaron en Bilbao en el año 1400, donde recibieron el cognomen de Vitoria. De Pedro proviene la descendencia de los actuales detentadores del linaje, ya que el primero de estos hermanos, Juan, murió sin descendencia. Federico Victoria de Lecea Mazarredo fue hijo de Manuel María Vitoria de Lecea, tercer alcalde de Bilbao (1804), comandante del primer batallón de voluntarios de la villa durante la invasión francesa de 1808 y capitán de navío graduado y retirado de la Real Armada, y de Antonia Justa Mazarredo, hija del noble vizcaíno José Rafael Mazarredo. Sucedió a su padre en los vínculos de Vitoria de Lecea, Díaz de Lecea, Ibarra, Lezama, Villareal Ariceta, Aperribay y Mendiola, entre otros. Contrajo matrimonio con María Sofía Arana Ampuero, hija de Juan Ramón Arana y Cornelia de Ampuero, de notorias familias vizcaínas. De la unión nacieron cinco hijos: Eduardo, Federico, Leonor, Leonardo y Manuel. En Eduardo recayeron los honores, vínculos, mayorazgos y patronatos de la casa. Estudió en el Real Seminario de Vergara entre 1821 y 1826.

### En la política local y provincial
Siendo regidor del Ayuntamiento de Bilbao formó parte de la comisión permanente de guerra durante el sitio de la villa, junto a hombres como Pedro Lemonauria, Pablo Epalza y José Pío Arechavala. Elegido diputado provincial en 1836, renunció al cargo, pero en la Junta General celebrada el 11 de diciembre de 1839 accedía a la máxima institución provincial, por el bando oñacino. Desempeñó sus funciones hasta el 31 de junio de 1841. Poco antes, el 22 de mayo de 1841 la Diputación daba cuenta del artículo inserto en el número 43 de El Vizcaíno Originario, publicado en la tarde del día anterior bajo la firma de Víctor Luis Gaminde. En él se acusaba a los diputados Manuel María Murga y Federico Victoria de Lecea de “delatores calumniosos”. Se acordó interponer una demanda judicial por atacar las instituciones del país. Con motivo de la Octubrada de 1841, el 13 de octubre de ese año se formó una comisión de armamento general del Señorío, y Federico pasó a integrar una comisión de apoyo a la misma en las Juntas Generales, en representación de la Merindad de Marquina. Fue acusado de impulsar y participar en la “rebelión contra el Gobierno legítimo de la Nación”, en 1841, debiendo satisfacer la multa de 10.000 reales. En diciembre de 1841 se encontraba en San Juan de Luz en compañía de Juan Ramón Arana. En 1845 ostentó la alcaldía bilbaína, que venía recayendo en los Vitoria de Lecea desde que en 1483 la ocupó Pedro López Vitoria de Lecea. Entre los años 1854 y 1855 desarrolló una intensa labor en diversas comisiones de las Juntas Generales, en especial en las de beneficencia y reglamento interior, con lo que parece que tuvo que simultanear su quehacer juntero, como veremos, con su condición de diputado a Cortes en el bienio progresista. En 1860 renovaba sus funciones en la Diputación vizcaína para el bienio entrante, al ser elegido diputado general segundo en las Juntas Generales celebradas en julio de aquel año.

### Conferencias entre las tres provincias vascongadas
Participó entre 1840 y 1841 en numerosas conferencias con las Diputaciones de Álava y Guipúzcoa, dada la trascendencia de los acontecimientos políticos que se sucedieron entonces: la conservación del régimen foral y la consolidación de la paz tras el convenio de Vergara fue el tema principal de las mismas. Como senador y “padre de provincia” estuvo también presente en las celebradas en 1863 y 1864 en la capital vizcaína, Vergara y Tolosa, sobre multitud de temas: gastos de la diócesis, ley hipotecaria, ferrocarriles, reorganización de la Sociedad Bascongada.

### Diputado a Cortes y senador
Fue candidato en las elecciones de diputados a Cortes de septiembre de 1836. Cumplió con la representación vizcaína en el Congreso en la legislatura de 1837 y en las Cortes Constituyentes de 1854. Formó parte de diversas comisiones pero su participación en los debates parlamentarios fue mínima. Los diputados a Cortes Federico Victoria de Lecea y Francisco Hormaeche fueron comisionados por la Diputación de Vizcaya para distribuir en Madrid los ejemplares que considerasen oportunos de la colección de documentos y exposiciones de dicha institución, del Ayuntamiento de Bilbao y de la Junta de Comercio, remitidas a S.M. y a las Cortes con el fin de perpetuar los fueros (17-5-1838). Abiertas las Cortes Constituyentes del bienio progresista, los diputados a Cortes de las provincias vascongadas se reunían el 19 de mayo de 1855 en la residencia madrileña de Rafael Guardamino a fin de decidir la conveniencia de pedir explicaciones sobre la ley de 25 de octubre de 1839 al discutirse la constitución. El acuerdo tomado fue el de guardar silencio a no ser que fuesen atacados los fueros vascos, solicitando asimismo una audiencia con el presidente del consejo de ministros para ponerle al corriente de la conducta adoptada por los diputados vascos. El 25 de agosto de 1847 era nombrado senador del reino, designación que fue motivo de debate al no cumplir con el requisito establecido por la ley de pagar 8000 reales de contribución directa, que no era exigida por la Hacienda de Vizcaya. Examinada la particularidad de las Provincias Vascongadas y de Navarra, así como tenido en cuenta el precedente de Iñigo Ortés de Velasco, Marqués de la Alameda, sacado a colación por el Marqués de Vallgornera y A. Armendáriz, fue definitivamente admitido senador, jurado el cargo el 22 de marzo de 1848.

### Actividad económica y cultural
Formó parte Federico Victoria de Lecea de la élite económica bilbaína vinculada al proceso de industrialización que se fraguó en la segunda mitad del siglo XIX. Orientó sus iniciativas e inversiones hacia el impulso de la industrialización siderúrgica, las actividades navieras y del ferrocarril. Sus inclinaciones industriales se dejaron sentir en el sitio de Bilbao durante la primera contienda carlista, cuando la villa se vio afectada por la falta de suministro de municiones. El regidor Federico Victoria de Lecea indicó la necesidad de establecer una pequeña fundición de balas, siendo comisionado, junto a Eustasio Ugarte, para tomar medidas al respecto. Manuel Celaya, armero de Éibar que se encontraba en la villa, trabajó bajo la supervisión de Federico Victoria de Lecea, que hizo “lucir sus conocimientos y patriotismo”. Intervino en el despegue del proceso de industrialización moderna. Colaboró en el desarrollo del eje económico Asturias-Vizcaya, o lo que es lo mismo, hulla-mineral de hierro. Fue socio fundador de la “Sociedad Metalúrgica Duro y Cía.” (1857). Aportó un millón de reales, de los seis con que contó la empresa al iniciar su andadura. Estuvo al frente del proyectado ferrocarril Madrid-Irún por Bilbao. En 1844 ocupó la vicepresidencia de la comisión encargada de estudiar el establecimiento de la línea ferroviaria, que surgió a iniciativa del Ayuntamiento de Bilbao, la Junta de Comercio y la Diputación de Vizcaya. El apellido Victoria de Lecea sobresalió igualmente en los círculos socioculturales bilbaínos. La casa solariega de Zabalbide, residencia de la familia, sirvió de centro de reunión para la sociedad bilbaína. En sus amplios salones, relata Pablo Alzola, “se leían poesías y se representaban con maestría diversas comedias”. Ejercieron los Lecea sus funciones culturales públicas desde la Sociedad Bilbaína, institución que debió buena parte de su fundación a Federico Victoria de Lecea, uno de los 133 bilbaínos que la constituyeron. Una vivienda de su propiedad y la inmediata, de Gortazar, fueron arrendadas para el servicio y administración de la Sociedad.

### Ideología
Federico Victoria de Lecea profesó una ideología de inspiración liberal fuerista, postulados políticos encaminados a mantener la presencia de la élite vizcaína en los órganos de poder político y a conseguir el marco económico propicio para el desarrollo de sus inversiones, que derivaban hacia planteamientos capitalistas. 